# 万象街道
万象街道，是中华人民共和国浙江省丽水市莲都区下辖的一个乡镇级行政单位。

## 行政区划
万象街道下辖以下地区：
丽阳门社区、府前社区、梅山社区、厦河门社区、左渠门社区、大水门社区、凤凰社区、丽南村、城南村、水南村和丽华村。